# Not Ashamed
Not Ashamed es el cuarto álbum de estudio de la banda australiana de música cristiana contemporánea Newsboys, lanzado en 1992. Fue el primer álbum de Newsboy que trascendió en las emisoras de radio cristianas, en particular gracias al sencillo I'm Not Ashamed. A partir de este álbum, el productor Steve Taylor comenzó a coescribir muchas de las canciones de la banda con Peter Furler, quien también pasó a brindar apoyo vocal al entonces vocalista principal John James.
Not Ashamed: The Video es el segundo video de la banda. Fue lanzado a fines de 1993 e incluye algunas canciones de su cuarto álbum Not Ashamed. Al igual que Boys Will Be Boyz, también incluye un video adicional de Simple Man, de Hell Is For Wimps. La portada fue diseñada por Brian Dominey y fotografiada por Jeff Frazier. Estuvo disponible en color, NTSC, estéreo de alta fidelidad y VHS.

## Lista de canciones
| lanzamiento del álbum |                                                  |                             |          |  |
| N.º                   | Título                                           | Voz principal               | Duración |  |
| 1.                    | «I Cannot Get You Out of My System»              | Peter Furler                |          |  |
| 2.                    | «I'm Not Ashamed»                                | Peter Furler                |          |  |
| 3.                    | «Where You Belong" / "Turn Your Eyes Upon Jesus» | John James y Peter Furler   |          |  |
| 4.                    | «Upon This Rock»                                 | John James                  |          |  |
| 5.                    | «Strong Love»                                    | Peter Furler                |          |  |
| 6.                    | «Dear Shame»                                     | John James y Peter Furler   |          |  |
| 7.                    | «Boycott Hell»                                   | John James y Steve Taylor   |          |  |
| 8.                    | «We Come Together»                               | Peter Furler                |          |  |
| 9.                    | «Love Comes True»                                | John James                  |          |  |
| 10.                   | «Lost the Sky Again»                             | Steve Taylor y Peter Furler |          |  |

## Videos
- I Cannot Get You Out of My System
- I'm Not Ashamed
- Where You Belong/Turn Your Eyes Upon Jesus
- Dear Shame

## Personal
- John James - voz principal
- Peter Furler - productor, batería, voz, programación
- Corey Pryor - teclados, samples, programación
- Sean Taylor - bajo, coros

Músicos adicionales
- Dave Perkins - guitarras
- Phil Madeira - órgano Hammond, piano, guitarra de diapositivas
- Eric Darken - percusión
- Russ Long - pandereta (7)
- John Mark Painter - mellotron, clavinet, trompeta, bajo (1, 5, 7, 8)
- Blair Masters - Emulador E-mu
- Tony Miracle - Emulador E-mu
- Danny Duncan - programación adicional (2, 4, 6)
- Steve Lennox - programación adicional (2, 4, 6)
- Vicki Hampton - coros
- Fleming McWilliams - coros en "Upon This Rock", voz de soprano en "I'm Not Ashamed"
- Steve Taylor - productor, coros, rap en "Boicot al infierno"

Producción
- Wes Campbell - productor ejecutivo
- Darrell A. Harris - productor ejecutivo
- Russ Long -  ingeniero
- Mike Alvord - ingeniero asistente
- Rick Cobble - ingeniero asistente
- John Rogers - ingeniero asistente
- Shane Wilson - ingeniero asistente
- Quad Studios, Nashville, Tennessee - lugar de grabación
- The Bute, Nashville, Tennessee - lugar de grabación
- 16th Avenue Sound, Nashville, Tennessee - lugar de grabación
- Ron Christopher - mezcla
- Alan Shacklock - mezcla
- Bosstown Studios, Atlanta, Georgia - lugar de mezcla
- Bob Ludwig - masterización en Masterdisk, Nueva York, Nueva York
- Toni Thigpen - director creativo
- Jeff Fraizer - fotografía
- Griffin Norman - dirección de arte y diseño para IKON